# Philips Glasfabrieken
De Philips Glasfabrieken was een onderdeel van Philips, dat is opgericht in 1916 als een voorbeeld van achterwaartse integratie.
Tijdens de Eerste Wereldoorlog was deze producent van gloeilampen namelijk afgesneden van de belangrijkste grondstoffenleveranciers. Zo was het verkeer met België versperd door een afrastering die onder hoogspanning stond. Ook de aanvoer vanuit Duitsland dreigde stopgezet te worden.
Aanvankelijk wilde Philips de ballons laten vervaardigen bij de Glasfabriek Leerdam, maar in 1916 opende Philips een eigen glasfabriek op het complex Strijp-1 (Later: Strijp-S). Aangezien ook het Belgische zilverzand niet kon worden ingevoerd is men overgegaan op een Nederlands zilverzandvoorkomen dat sinds 1914 geëxploiteerd werd door de firma Beaujean.
Het eerste gebouw is in de jaren 60 van de 20e eeuw gesloopt. De volgende glasfabrieken hebben in Eindhoven bestaan:
- Glasfabriek A, met een handblazerij
- Glasfabriek B, een machinale glastrekkerij
- Glasfabriek C, een machinale ballonblazerij
- Glasfabriek D, een persglasfabriek voor beeldbuizen.

Beide laatste fabrieken stonden op het complex Strijp-R.
De glasfabrieken waren vanaf 1948 ingedeeld in de hoofdindustriegroep "Glas en Keramische Producten", vanaf 1952 in de HIG "Glas".
De achterwaartse integratie ging zover dat ook de vuurvaste stenen, die de glasovens moesten bekleden, in een afzonderlijke steenfabriek werden gemaakt uit chamotteklei. Deze fabriek bevond zich eveneens op Strijp-S.
In 1980 werden de glasactiviteiten ondergebracht in de "Main Supply Group Glass", welke in 1991 werd verzelfstandigd.

## Verdere vestigingen
Geleidelijk aan werd de glasfabricage ondergebracht in andere vestigingen, namelijk Roosendaal, Winschoten en Lommel.
- In Roosendaal werden TL-buizen vervaardigd en deze vestiging heeft een eigen glasfabriek waar in 1975 ongeveer 100 mensen werkten.
- In Winschoten werd loodglas voor beeldbuizen vervaardigd. De beeldbuizenfabricage bevond zich in Winschoten en het nabijgelegen Stadskanaal.
- De glasproductie vanuit Eindhoven werd begin jaren 60 van de 20e eeuw overgebracht naar Lommel. In 1991 werd ze verzelfstandigd tot EMGO N.V. Hierin neemt Philips deel. Het is de grootste producent ter wereld van glasproducten voor de lichtindustrie in ballon- of buisvorm. Op 19 juni 2004 werd bekendgemaakt dat hier 210 van de 514 banen zouden verdwijnen binnen twee jaar, zodat er nu nog ongeveer 300 mensen werken.
- Philips produceert eveneens glazen verlichtingsproducten onder meer in Pila en in India.